# Budynek Sądu Rejonowego w Mielcu
Budynek Sądu Rejonowego w Mielcu – budynek znajdujący się przy ulicy Tadeusza Kościuszki 15. Jest wpisany do rejestru zabytków nieruchomych województwa podkarpackiego pod numerem A-869 z 28.02.1983. Został zbudowany pod koniec XIX w. dla sądu powiatowego. Po zlikwidowaniu powiatów w 1975 r. budynek stał się siedzibą sądu rejonowego. Zbudowany na planie prostokąta dwukondygnacyjny budynek jest murowany i otynkowany. Posiada dwa ryzality: tylny przykryty dwuspadowym dachem oraz frontowy, pięcioosiowy przykryty trójspadowym dachem. Nad środkową częścią ryzalitu frontowego znajduje się trójkątny frontonik ze stylizowanym orłem w obramieniu. Fasada budynku jest trzynastoosiowa (pięcioosiowy ryzalit oraz po cztery osie po obu jego stronach). Korpus budynku przykryty jest dachem czterospadowym. Przy głównym wejściu znajduje się tablica upamiętniająca uwolnienie przez partyzanckie oddziały „Jędrusiów” i Armii Krajowej 29 marca 1943 r. ok. 180 więźniów z więzienia przy sądzie.